# Justin Thomas
Justin Louis Thomas (geboren am 29. April 1993 in Louisville, Kentucky) ist ein US-amerikanischer Profigolfer. Seine bisher größten Erfolge waren die Gewinne der PGA Championship 2017 und 2022. Im Frühsommer 2018 sowie im August 2020 führte Thomas zwischenzeitlich die Golfweltrangliste für insgesamt 5 Wochen an.

## Karriere
Thomas stammt aus einer Golferfamilie, sein Vater Mike Thomas ist seit 1990 Golflehrer im Harmony Landing Country Club in Goshen, Kentucky. 2009, im Alter von 16 Jahren, startete Thomas noch als Schüler nach einem Sieg bei Nachwuchsturnieren beim Wyndham Championship, einem Turnier der PGA Tour. Dort spielt er am Donnerstag eine Runde 7 unter Par und schaffte als drittjüngster Spieler aller Zeiten im Alter von 16 Jahren, 3 Monaten und 24 Tagen den Cut.
Nach Abschluss der Highschool entschloss sich Thomas, zu dem Zeitpunkt als einer der besten Juniorengolfer der USA eingestuft, sich an der University Of Alabama einzuschreiben. Dort erhielt er ein Stipendium und wurde Teil des Golfteams der Alabama Crimson Tide. In 2012 gewann er schon als Freshman in seinem ersten Jahr eine Vielzahl von Auszeichnungen und Preisen und wurde unter anderem mit dem Haskins Award als bester Collegegolfer ausgezeichnet. 2013 war Thomas Teil des Teams, welches die Nationale Meisterschaft im Collegegolf gewann. Im Juli 2013 gab Thomas bekannt, dass er im September nach dem Walker Cup die Universität verlassen werde, um Profi zu werden.
In seiner ersten Profisaison 2012/2013 erspielte er sich durch die Teilnahme an Qualifikationsturnieren einen Platz auf der Web.com Tour. Thomas gewann sein erstes Turnier als Profi im September 2014, die Nationwide Children’s Hospital Championship in Ohio. Die Saison 2013/2014 beendete Thomas als Dritter im Jahresend-Ranking und konnte sich somit dauerhaft für die PGA Tour qualifizieren.
Seit der Saison 2014/2015 spielt Thomas dauferhauft auf der PGA Tour. Seit seinem Debüt als Profigolfer gilt er als einer der erfolgreichsten und konstantesten Spieler der Tour und gewann bis einschließlich 2022 in jedem Jahr mindestens ein Turnier. Im Laufe seiner ersten Saison konnte sich Thomas 7 mal in den Top 10 und 15 mal in den Top 25 platzieren und erreichte 2 vierte Plätze. Er wurde Zweiter im Voting um den besten Neuling des Jahres hinter Daniel Berger.
Im Oktober 2015, Teil der Saison 2015/16, gewann Thomas in Kuala Lumpur, Malaysia mit der CIMB Classic sein erstes PGA Tour Turnier. Diesen Titel konnte Thomas im Oktober 2016, Teil der Saison 2016/17, verteidigen. Im Januar 2017 schaffte er es während seiner ersten Turnierrunde der Sony Open in Hawaii als bisher jüngster und insgesamt siebter Spieler auf der PGA Tour eine Runde unter 60 Schlägen zu spielen (59). Dieses Turnier gewann Thomas mit 7 Schlägen Vorsprung vor Justin Rose. Während der 2017 U.S. Open stellte Thomas mit einer 63 in der dritten Runde den Rekord für das zu dem Zeitpunkt niedrigste Rundenergebnis aller Zeiten bei den U.S. Open ein. Er beendete das Turnier mit einer 3 über Par Runde als geteilter Neunter. Im August gewann Thomas im Quail Hollow Club mit 2 Schlägen Vorsprung die 2017 PGA Championship und somit sein erstes Major Turnier. Ende August konnte Thomas auch das Dell Technologies Championship Turnier gewinnen, eines der Playoff-Turniere um den FedEx Cup. Mit seinem zweiten Platz bei der Tour Championship, dem Abschlussturnier der FedEx-Cup-Playoffs, gewann Thomas die ganzjährige FedEx-Cup-Wertung und somit das Preisgeld von 10 Millionen US-Dollar.
Im September 2017 gewann Thomas zum ersten Mal als Teil des Team USA den Presidents Cup. Diesen Erfolg wiederholte er seitdem 2019 und 2022.
In der Saison 2017/2018 gewann Thomas im Laufe des Jahres drei Turniere. Nach dem elften Platz beim 2018 Players Championship Turnier und sieben Turniersiegen in 32 Turnieren wurde Thomas zum ersten Mal in seiner Karriere Golf-Weltranglistenerster. Zum Ende des Jahres qualifizierte sich Thomas zum ersten Mal für den Ryder Cup. Beim Turnier im Golfclub Le Golf National in Guyancourt, Frankreich gewann Thomas vier seiner Wettspiele bei nur einer Niederlage, das Team USA underlag allerdings deutlich dem europäischen Team.
In der Saison 2018/2019 blieb Thomas trotz wiederholten Platzierungen in den Top 5 bei Turnieren lange Zeit ohne Sieg, bis er das BMW Championship Turnier, das zweite Turnier der dreiteiligen FedEx-Cup-Playoffs, mit 3 Schlägen Vorsprung gewann und somit vom fünfzehnten auf den ersten Platz in der Playoff-Wertung sprang. Die Playoffs beendete Thomas auf dem geteilten dritten Platz.
Zu Beginn der Saison 2019/2020 gewann Thomas zum zweiten Mal in seiner Karriere den CJ Cup. Mit seinen Siegen beim Sentry Tournament of Champions auf Hawaii und dem WGC-FedEx St. Jude Invitational, seinen vierten Platz beim Masters Tournament und dem geteilten achten Platz bei den U.S. Open wurde Thomas im August zum zweiten Mal in seiner Karriere Weltranglistenerster.
Im März 2021 gewann Thomas mit einem Schlag Vorsprung vor Lee Westwood die Players Championship, gespielt auf dem TPC Sawgrass Golfclub in Florida. Mit dem Gewinn wurde Thomas zum vierten Spieler, der einen Majortitel, FedEx Cup, ein Event der World Golf Championships (WGC) und The Players Championship gewinnen konnte. Thomas war Teil des siegreichen amerikanischen Teams bei 2021 Ryder Cup, ausgetragen auf dem Whistling Straits Golfplatz in Wisconsin.
Die Saison 2021/2022 spielte Thomas zum ersten Mal mit einem neuen Caddie. Im März 2022 gewann Thomas zum zweiten Mal in seiner Karriere die PGA Championship, welche in diesem Jahr im Southern Hills Country Club in Oklahoma ausgetragen wurde. Mit einer 3-unter-Par 67 am Sonntag erreichte Thomas ein Playoff gegen Will Zalatoris über 3 Loch. Durch 2 Birdies und ein Par konnte Thomas dieses für sich entscheiden und gewann somit seinen zweiten Major seiner Karriere. Thomas lag zum Ende der dritten Runde sieben Schläge hinter dem Führenden.
Im September 2023 war Thomas erneut Teil des Team-USA beim Ryder Cup 2023, gespielt auf dem Golfplatz Marco Simone in der Nähe von Rom. Dieses Mal als Captains Pick vom Spielführer Zach Johnson ausgewählt konnte Thomas an seine sehr guten Leistungen vergangener Ryder Cups nicht anknüpfen und erreichte 1,5 Punkte aus 4 Wettspielen. Team USA verlor gegen das europäische Team mit 161/2 zu 111/2.

## Privates
Justin Thomas ist seit 2022 verheiratet.
2021 tätigte Thomas beim Sentry Tournament of Champions nach einem verfehlten Putt einem homophoben Ausruf. Nach der Runde entschuldigte er sich für diese Aussage und kündigte an, zukünftig einen Teil seiner Preisgelder der Saison 2021 an LGBT-Gesellschaften zu spenden. Dennoch beendeten verschiedene Sponsoren die Zusammenarbeit mit ihm, unter anderem Ralph Lauren.
In der Komödie Happy Gilmore 2 von 2025 spielt er sich selbst.

## Turniersiege

### Major-Championship-Siege (2)
- 2016: PGA Championship
- 2022: PGA Championship

### WGC-Championship-Siege (2)
- 2018: WGC-Bridgestone Invitational
- 2020: WGC-FedEx St. Jude Invitational

### PGA-Tour-Siege (12)
- 2016: CIMB Classic
- 2017: CIMB Classic, Sentry Tournament of Champions, Sony Open in Hawaii, Dell Technologies Championship
- 2018: The Honda Classic, CJ Cup
- 2019: BMW Championship
- 2020: CJ Cup, Tournament of Champions
- 2021: The Players Championship
- 2025: RBC Heritage Classic

## Resultate bei Major-Championships
| Turnier               | 2014 | 2015 | 2016 | 2017 | 2018 |
| --------------------- | ---- | ---- | ---- | ---- | ---- |
| The Masters           | DNP  | DNP  | T39  | T22  | T17  |
| US Open               | CUT  | DNP  | T32  | T9   | T25  |
| The Open Championship | DNP  | DNP  | T53  | CUT  | CUT  |
| PGA Championship      | DNP  | T18  | T66  | 1    | T6   |

| Turnier               | 2019 | 2020 | 2021 | 2022 | 2023 | 2024 | 2025 |
| --------------------- | ---- | ---- | ---- | ---- | ---- | ---- | ---- |
| The Masters           | T12  | 4    | T21  | T8   | CUT  | CUT  | T36  |
| PGA Championship      | DNP  | T37  | CUT  | 1    | T65  | T8   | CUT  |
| US Open               | CUT  | T8   | T19  | T37  | CUT  | CUT  | CUT  |
| The Open Championship | T11  | KT   | T40  | T53  | CUT  | T31  | T34  |

LA = Bester Amateur

DNP = nicht teilgenommen

CUT = Cut nicht geschafft

T# = geteilte Platzierung

KT = Kein Turnier (Ausfall wegen Covid-19)

Grüner Hintergrund für Sieg

Gelber Hintergrund für Top 10

## Teilnahme an Mannschaftswettbewerben
- Junior Ryder Cup: 2010 (Sieger)
- Eisenhower Trophy: 2012 (Sieger)
- Palmer Cup: 2012, 2013 (Sieger)
- Walker Cup: 2013 (Sieger)

- Ryder Cup: 2018, 2021 (Sieger), 2023
- Presidents Cup: 2017 (Sieger), 2019 (Sieger), 2022 (Sieger)